# МКХ-10: Клас VII. Хвороби ока та його придаткового апарату

## (H00—H59) Клас VII. Хвороби ока та його придаткового апарату
|  | Виключаючи: окремі стани, що виникають у перинатальному періоді (P00-P96); деякі інфекційні та паразитарні хвороби (A00-B99); ускладнення вагітності, пологів та післяпологового періоду (O00-O99); вроджені аномалії [вади розвитку], деформації та хромосомні порушення (Q00-Q99); хвороби ендокринної системи, розлади харчування та порушення обміну речовин (E00-E90); травми, отруєння та деякі інші наслідки дії зовнішніх причин (S00-T98); новоутворення (C00-D48); симптоми, ознаки та відхилення від норми, виявлені при клінічних та лабораторних дослідженнях, які не класифіковані в інших рубриках (R00-R99) |

### (H00—H06) Хвороби повік, сльозового апарату та очниці
| (H00)   | Ячмінь та халязіон                                                                                |
| (H00.0) | Ячмінь та інші глибокі запалення повік                                                            |
|         | Абсцес повіки                                                                                     |
|         | Фурункул повіки                                                                                   |
|         | Ячмінь повіки                                                                                     |
| (H00.1) | Халязіон                                                                                          |
| (H01)   | Інші запалення повік                                                                              |
| (H01.0) | Блефарит                                                                                          |
|         | Виключаючи: блефарокон'юнктивіт (H10.5)                                                           |
| (H01.1) | Неінфекційні дерматози повіки                                                                     |
|         | Алергічний дерматит повіки                                                                        |
|         | Контактний дерматит повіки                                                                        |
|         | Екзематозний дерматит повіки                                                                      |
|         | Дискоїдний еритематозний вовчак повіки                                                            |
|         | Ксеродерма повіки                                                                                 |
| (H01.8) | Інші уточнені запалення повіки                                                                    |
| (H01.9) | Запалення повіки, неуточнене                                                                      |
| (H02)   | Інші хвороби повік                                                                                |
|         | Виключаючи: вроджені вади розвитку повіки (Q10.0-Q10.3)                                           |
| (H02.0) | Ентропіон та трихіаз повіки                                                                       |
| (H02.1) | Ектропіон повіки                                                                                  |
| (H02.2) | Лагофтальм                                                                                        |
| (H02.3) | Блефарохалазіс                                                                                    |
| (H02.4) | Птоз повіки                                                                                       |
| (H02.5) | Інші хвороби, які порушують функцію повіки                                                        |
|         | Анкілоблефарон                                                                                    |
|         | Блефарофімоз                                                                                      |
|         | Зморщування повіки                                                                                |
|         | Виключаючи: блефароспазм (G24.5), тик (психогенний) (F95.-), тик (психогенний) органічний (G25.6) |
| (H02.6) | Ксантелазма повіки                                                                                |
| (H02.7) | Інші дегенеративні хвороби повіки та навколоочної ділянки                                         |
|         | Хлоазма повіки                                                                                    |
|         | Мадароз повіки                                                                                    |
|         | Вітиліго повіки                                                                                   |
| (H02.8) | Інші уточнені хвороби повіки                                                                      |
|         | Гіпертрихоз повіки                                                                                |
|         | Невидалене чужорідне тіло в повікі                                                                |
| (H02.9) | Хвороба повіки, неуточнена                                                                        |
| (H03)   | [☆] Ураження повіки при хворобах, класифікованих в інших рубриках                                 |
| (H03.0) | [☆] Паразитарні хвороби повіки при хворобах, класифікованих в інших рубриках                      |
|         | Дерматит повіки, спричинений видами Demodex (B88.0[†])                                            |
|         | Паразитичне ураження повіки при лейшманіозі (B55.-[†])                                            |
|         | Паразитичне ураження повіки при лоаозі (B74.3[†])                                                 |
|         | Паразитичне ураження повіки при онхоцеркозі (B73[†])                                              |
|         | Паразитичне ураження повіки при фтиріозі (B85.3[†])                                               |
| (H03.1) | [☆] Ураження повіки при інших інфекційних хворобах, класифікованих в інших рубриках               |
|         | Ураження повіки при герпесвірусній інфекції [ герпес простий ] (B00.5[†])                         |
|         | Ураження повіки при лепрі (A30.-[†])                                                              |
|         | Ураження повіки при контагіозному молюску (B08.1[†])                                              |
|         | Ураження повіки при туберкульозі (A18.4[†])                                                       |
|         | Ураження повіки при фрамбезії (A66.-[†])                                                          |
|         | Ураження повіки при оперізуючому герпесі (B02.3[†])                                               |
| (H03.8) | [☆] Ураження повіки при інших хворобах, класифікованих в інших рубриках                           |
|         | Ураження повіки при імпетиго (L01.0[†])                                                           |
| (H04)   | Хвороби сльозового апарату                                                                        |
|         | Виключаючи: вроджені вади сльозового апарату (Q10.4-Q10.6)                                        |
| (H04.0) | Дакріоаденіт                                                                                      |
|         | Хронічна гіпертрофія сльозової залози                                                             |
| (H04.1) | Інші хвороби сльозової залози                                                                     |
|         | Дакріопс                                                                                          |
|         | Синдром сухого ока                                                                                |
|         | Кіста сльозової залози                                                                            |
|         | Атрофія сльозової залози                                                                          |
| (H04.2) | Епіфора                                                                                           |
| (H04.3) | Гостре та неуточнене запалення сльозовивідних шляхів [сльозових проток]                           |
|         | Дакріоцистит (флегмонозний) гострий, підгострий або неуточнений                                   |
|         | Дакріоперицистит гострий, підгострий або неуточнений                                              |
|         | Слізний каналікуліт гострий, підгострий або неуточнений                                           |
|         | Виключаючи: дакріоцистит новонародженого (P39.1)                                                  |
| (H04.4) | Хронічне запалення сльозових проток                                                               |
|         | Хронічний дакріоцистит                                                                            |
|         | Хронічний каналікуліт сльозової залози                                                            |
|         | Хронічна мукоцела сльозової залози                                                                |
| (H04.5) | Стеноз та недостатність сльозових проток                                                          |
|         | Дакріоліт                                                                                         |
|         | Виворіт сльозової точки                                                                           |
|         | Стеноз носослізного канальця                                                                      |
|         | Стеноз сльозової протоки                                                                          |
|         | Стеноз слізного мішка                                                                             |
| (H04.6) | Інші зміни сльозових проток                                                                       |
|         | Сльозова фістула                                                                                  |
| (H04.8) | Інші хвороби сльозового апарату                                                                   |
| (H04.9) | Хвороба сльозового апарату, неуточнена                                                            |
| (H05)   | Хвороби очниці                                                                                    |
|         | Виключаючи: вроджені вади очниці (Q10.7)                                                          |
| (H05.0) | Гостре запалення очниці                                                                           |
|         | Абсцес очниці                                                                                     |
|         | Целюліт очниці                                                                                    |
|         | Остеомієліт очниці                                                                                |
|         | Періостит очниці                                                                                  |
|         | Теноніт                                                                                           |
| (H05.1) | Хронічні запальні хвороби очниці                                                                  |
|         | Гранульома очниці                                                                                 |
| (H05.2) | Екзофтальмічні стани                                                                              |
|         | Зміщення очного яблука (зовнішнє), що без додаткового визначення (БДВ)                            |
|         | Кровотеча очниці                                                                                  |
|         | Набряк очниці                                                                                     |
| (H05.3) | Деформація очниці                                                                                 |
|         | Атрофія очниці                                                                                    |
|         | Екзостоз очниці                                                                                   |
| (H05.4) | Енофтальм                                                                                         |
| (H05.5) | Невидалене чужорідне тіло, яке давно потрапило до очниці внаслідок проникаючого поранення         |
|         | Ретробульбарне чужорідне тіло                                                                     |
| (H05.8) | Інші хвороби очниці                                                                               |
|         | Кіста очниці                                                                                      |
| (H05.9) | Хвороба очниці, неуточнена                                                                        |
| (H06)   | [☆] Ураження сльозового апарату та очниці при хворобах, класифікованих в інших рубриках           |
| (H06.0) | [☆] Ураження сльозового апарату при хворобах, класифікованих в інших рубриках                     |
| (H06.1) | [☆] Паразитарна інвазія очниці при хворобах, класифікованих в інших рубриках                      |
|         | Інфікування очниці ехінококами (B67.-[†])                                                         |
|         | Міаз очниці (B87.2[†])                                                                            |
| (H06.2) | [☆] Екзофтальм при порушенні функції щитоподібної залози (E05.-[†])                               |
| (H06.3) | [☆] Інші ураження очниці при хворобах, класифікованих в інших рубриках                            |

### (H10—H13) Хвороби кон'юнктиви
| (H10)   | Кон'юнктивіт                                                                |
|         | Виключаючи: кератокон'юнктивіт (H16.2)                                      |
| (H10.0) | Слизово-гнійний кон'юнктивіт                                                |
| (H10.1) | Гострий атопічний кон'юнктивіт                                              |
| (H10.2) | Інші гострі кон'юнктивіти                                                   |
| (H10.3) | Гострий кон'юнктивіт, неуточнений                                           |
|         | Виключаючи: офтальмія новонародженого БДВ (P39.1)                           |
| (H10.4) | Хронічний кон'юнктивіт                                                      |
| (H10.5) | Блефарокон'юнктивіт                                                         |
| (H10.8) | Інші кон'юнктивіти                                                          |
| (H10.9) | Кон'юнктивіт, неуточнений                                                   |
| (H11)   | Інші хвороби кон'юнктиви                                                    |
|         | Виключаючи: кератокон'юнктивіт (H16.2)                                      |
| (H11.0) | Птеригій                                                                    |
|         | Виключаючи: псевдоптеригій (H11.8)                                          |
| (H11.1) | Кон'юнктивальні переродження та відкладення                                 |
|         | Кон'юнктивальна аргірія [аргіроз]                                           |
|         | Кон'юнктивальні конкременти                                                 |
|         | Кон'юнктивальна пігментація                                                 |
|         | Кон'юнктивальний купероз БДВ                                                |
| (H11.2) | Кон'юнктивальні рубці                                                       |
|         | Симблефарон                                                                 |
| (H11.3) | Кон'юнктивальний крововилив                                                 |
|         | Субкон'юнктивальний крововилив                                              |
| (H11.4) | Інші кон'юнктивальні васкулярні [судинні] хвороби та кісти                  |
|         | Кон'юнктивальна аневризма                                                   |
|         | Кон'юнктивальна гіперемія                                                   |
|         | Кон'юнктивальний набряк                                                     |
| (H11.8) | Інші уточнені хвороби кон'юнктиви                                           |
|         | Псевдоптеригій                                                              |
| (H11.9) | Хвороби кон'юнктиви, неуточнені                                             |
| (H13)   | [☆] Ураження кон'юнктиви при хворобах, класифікованих в інших рубриках      |
| (H13.0) | [☆] Філярійна інвазія кон'юнктиви (B74.-[†])                                |
| (H13.1) | [☆] Гострий кон'юнктивіт при хворобах, класифікованих в інших рубриках      |
|         | Кон'юнктивіт, спричинений Acanthamoeba (B60.1[†])                           |
|         | Гострий фолікулярний кон'юнктивіт, спричинений аденовірусами (B30.1[†])     |
|         | Кон'юнктивіт (спричинений) хламідійний (A74.0[†])                           |
|         | Дифтерійний кон'юнктивіт (A36.8[†])                                         |
|         | Гонококовий кон'юнктивіт (A54.3[†])                                         |
|         | Гострий геморагічний кон’юнктивіт (епідемічний) (B30.3[†])                  |
|         | Герпесвірусний [герпес простий] кон'юнктивіт (B00.5[†])                     |
|         | Менінгококовий кон'юнктивіт (A39.8[†])                                      |
|         | Кон'юнктивіт Ньюкасла (B30.8[†])                                            |
|         | Кон'юнктивіт, спричинений вірусом оперізувального герпесу (B02.3[†])        |
| (H13.2) | [☆] Кон'юнктивіт при хворобах, класифікованих в інших рубриках              |
| (H13.3) | [☆] Очний пемфігоїд (L12.-[†])                                              |
| (H13.8) | [☆] Інші ураження кон'юнктиви при хворобах, класифікованих в інших рубриках |

### (H15—H22) Хвороби склери, рогівки, райдужної оболонки та циліарного тіла
| (H15)   | Хвороби склери                                                                                                   |
| (H15.0) | Склерит (захворювання)                                                                                           |
| (H15.1) | Епісклерит |
| (H15.8) | Інші ураження склери                                                                                             |
|         | Екваторіальна стафілома                                                                                          |
|         | Склеральна ектазія                                                                                               |
|         | Виключаючи: дегенеративну міопію (H44.2)                                                                         |
| (H15.9) | Хвороби склери, неуточнені                                                                                       |
| (H16)   | Кератит |
| (H16.0) | Виразка рогівки                                                                                                  |
|         | Виразка рогівки БДВ                                                                                              |
|         | Центральна виразка рогівки                                                                                       |
|         | Крайова виразка рогівки                                                                                          |
|         | Перфоративная виразка рогівки                                                                                    |
|         | Кільцева виразка рогівки                                                                                         |
|         | Виразка рогівки з гіпопіоном                                                                                     |
|         | Виразка Мурена                                                                                                   |
| (H16.1) | Інші поверхневі кератити без кон'юнктивіту                                                                       |
|         | Ареолярний кератит                                                                                               |
|         | Ниткоподібний кератит                                                                                            |
|         | Монетоподібний [картоподібний] кератит                                                                           |
|         | Зірчастий кератит                                                                                                |
|         | Полосчатий кератит                                                                                               |
|         | Поверхневий точковий кератит                                                                                     |
|         | Фотокератит |
|         | Синдром візуального снігу                                                                                        |
| (H16.2) | Кератокон’юнктивіт                                                                                               |
|         | Кератокон'юнктивіт БДВ                                                                                           |
|         | Кератокон'юнктивіт викликаний зовнішнім впливом                                                                  |
|         | Нейротрофічний кератокон'юнктивіт                                                                                |
|         | Фліктенулезний кератокон'юнктивіт                                                                                |
|         | Нодозна офтальмія [вузликова]                                                                                    |
|         | Поверхневий кератит з кон'юнктивітом                                                                             |
| (H16.3) | Інтерстиціальний (стромальний) та глибокий кератит                                                               |
| (H16.4) | Неоваскуляризація рогівки                                                                                        |
|         | Тінеподібні судини (рогівки)                                                                                     |
|         | Паннус (рогівки)                                                                                                 |
| (H16.8) | Інші форми кератиту                                                                                              |
| (H16.9) | Кератит, неуточнений                                                                                             |
| (H17)   | Рубці та помутніння рогівки                                                                                      |
| (H17.0) | Лейкома злиплива                                                                                                 |
| (H17.1) | Інші центральні помутніння рогівки                                                                               |
| (H17.8) | Інші рубці та помутніння рогівки                                                                                 |
| (H17.9) | Рубці та помутніння рогівки, неуточнені                                                                          |
| (H18)   | Інші хвороби рогівки                                                                                             |
| (H18.0) | Пігментація та відкладення у рогівці                                                                             |
|         | Крововилив в рогівку                                                                                             |
|         | Кільця Кейзера — Флайшера                                                                                        |
|         | Веретено Крукенберга                                                                                             |
|         | Лінія Стебла |
| (H18.1) | Бульозна кератопатія                                                                                             |
| (H18.2) | Інші набряки рогівки                                                                                             |
| (H18.3) | Зміни оболонок рогівки                                                                                           |
|         | Складка десцеметової оболонки                                                                                    |
|         | Розрив десцеметової оболонки                                                                                     |
| (H18.4) | Дегенерація рогівки                                                                                              |
|         | Стареча дуга |
|         | Стрічкова кератопатія                                                                                            |
|         | Виключаючи: виразку Мурена (H16.0)                                                                               |
| (H18.5) | Спадкові дистрофії рогівки                                                                                       |
|         | Епітеліальна дистрофія рогівки                                                                                   |
|         | Гранулярна дистрофія рогівки                                                                                     |
|         | Гратчаста дистрофія рогівки                                                                                      |
|         | Плямиста дистрофія рогівки                                                                                       |
|         | Дистрофія Фукса                                                                                                  |
| (H18.6) | Кератоконус |
| (H18.7) | Інші деформації рогівкової оболонки                                                                              |
|         | Ектазія рогівки                                                                                                  |
|         | Стафілома рогівки                                                                                                |
|         | Десцеметоцеле |
|         | Виключаючи: вроджені вади розвитку рогівки (Q13.3-Q13.4)                                                         |
| (H18.8) | Інші уточнені хвороби рогівки                                                                                    |
|         | Анестезія рогівки                                                                                                |
|         | Гіпестезія рогівки                                                                                               |
|         | Рецидивуюча ерозія рогівки                                                                                       |
| (H18.9) | Хвороби рогівки, неуточнені                                                                                      |
| (H19)   | [☆] Ураження склери та рогівки при хворобах, класифікованих в інших рубриках                                     |
| (H19.0) | [☆] Склерит та епісклерит при хворобах, класифікованих в інших рубриках                                          |
|         | Сифілітичний епісклерит (A52.7[†])                                                                               |
|         | Туберкульозний епісклерит (A18.5[†])                                                                             |
|         | Склерит, спричинений вірусом оперізувального герпесу (B02.3[†])                                                  |
| (H19.1) | [☆] Кератит та кератокон'юнктивіт, спричинені вірусом простого герпесу (B00.5[†])                                |
|         | Деревоподібний та дископодібний (картоподібний) кератит                                                          |
| (H19.2) | [☆] Кератит і кератокон'юнктивіт при інших інфекційних та паразитарних хворобах, класифікованих в інших рубриках |
|         | Епідемічний кератокон'юнктивіт (B30.0[†])                                                                        |
|         | Кератит та кератокон'юнктивіт при акантамебіазі (спричинені Acanthamoeba) (B60.1[†])                             |
|         | Кір, ускладнений кератитом та кератокон'юнктивітом (B05.8[†])                                                    |
|         | Пізній вроджений сифілітичний інтерстиціальний кератит та кератокон'юнктивітом (A50.3[†])                        |
|         | Туберкульозний кератит та кератокон'юнктивіт (інтерстиціальний)(фліктенульозний) (A18.5[†])                      |
|         | Кератит та кератокон'юнктивіт, спричинені вірусом оперізувального герпесу (B02.3[†])                             |
| (H19.3) | [☆] Кератит та кератокон'юнктивіт при хворобах, класифікованих в інших рубриках                                  |
|         | Сухий кератокон’юнктивіт (M35.0[†])                                                                              |
| (H19.8) | [☆] Інші ураження склери та рогівки при хворобах, класифікованих в інших рубриках                                |
|         | Кератоконус при синдромі Дауна (Q90.-[†])                                                                        |
| (H20)   | Іридоцикліт |
| (H20.0) | Гострий та підгострий іридоцикліт                                                                                |
|         | Передній увеїт гострий, рецидивуючий або підгострий                                                              |
|         | Цикліт гострий, рецидивуючий або підгострий                                                                      |
|         | Ірит гострий, рецидивуючий або підгострий                                                                        |
| (H20.1) | Хронічний іридоцикліт                                                                                            |
| (H20.2) | Іридоцикліт, спричинений інтраокулярними лінзами                                                                 |
| (H20.8) | Інші іридоцикліти                                                                                                |
| (H20.9) | Іридоцикліт, неуточнений                                                                                         |
| (H21)   | Інші хвороби райдужної оболонки та циліарного тіла                                                               |
|         | Виключаючи: симпатичний увеїт (H44.1)                                                                            |
| (H21.0) | Гіфема |
|         | Виключаючи: травматичну гіфему (S05.1)                                                                           |
| (H21.1) | Інші судинні хвороби райдужної оболонки та циліарного тіла                                                       |
|         | Неоваскуляризація райдужної оболонки та циліарного тіла                                                          |
|         | Почервоніння райдужної оболонки                                                                                  |
| (H21.2) | Дегенерація райдужної оболонки та циліарного тіла                                                                |
|         | Дегенерація райдужної оболонки (пігментна)                                                                       |
|         | Дегенерація зрачкового краю                                                                                      |
|         | Ірідошизис |
|         | Атрофія райдужної оболонки (есенціальна)(прогресуюча)                                                            |
|         | Міотична кіста зіниці                                                                                            |
|         | Просвічування райдужної оболонки                                                                                 |
| (H21.3) | Кіста райдужної оболонки, циліарного тіла та передньої камери ока                                                |
|         | Кіста райдужної оболонки, циліарного тіла та передньої камери ока БДВ                                            |
|         | Ексудативна кіста райдужної оболонки, циліарного тіла та передньої камери ока                                    |
|         | Імплатаційна кіста райдужної оболонки, циліарного тіла та передньої камери ока                                   |
|         | Паразитарна кіста райдужної оболонки, циліарного тіла та передньої камери ока                                    |
|         | Виключаючи: міотичну кісту зіниці (H21.2)                                                                        |
| (H21.4) | Зіничні мембрани                                                                                                 |
|         | Бомбаж райдужної оболонки                                                                                        |
|         | Зрачкове заращення                                                                                               |
|         | Зрачкове зрощення                                                                                                |
| (H21.5) | Інші види спайок та розривів райдужної оболонки та циліарного тіла                                               |
|         | Гоніосинехія |
|         | Ірідодіаліз |
|         | Розвал кута камери                                                                                               |
|         | Синехія (райдужної оболонки) БДВ                                                                                 |
|         | Передня синехія (райдужної оболонки)                                                                             |
|         | Задня синехія (райдужної оболонки)                                                                               |
|         | Виключаючи: коректопію (Q13.2)                                                                                   |
| (H21.8) | Інші уточнені хвороби райдужної оболонки та циліарного тіла                                                      |
| (H21.9) | Хвороби райдужної оболонки та циліарного тіла, неуточнені                                                        |
| (H22)   | [☆] Ураження райдужної оболонки та циліарного тіла при хворобах, класифікованих в інших рубриках                 |
| (H22.0) | [☆] Іридоцикліт при інфекційних та паразитарних хворобах, класифікованих в інших рубриках                        |
|         | Іридоцикліт при гонококовій інфекції (A54.3[†])                                                                  |
|         | Іридоцикліт, спричинений вірусом простого герпесу (B00.5[†])                                                     |
|         | Іридоцикліт при сифілісі (вторинному) (A51.4[†])                                                                 |
|         | Іридоцикліт при туберкульозі (A18.5[†])                                                                          |
|         | Іридоцикліт, спричинений вірусом оперізувального герпесу (B02.3[†])                                              |
| (H22.1) | [☆] Іридоцикліт при захворюваннях, класифікованих в інших рубриках                                               |
|         | Іридоцикліт при анкілозуючому спондилоартриті (M45[†])                                                           |
|         | Іридоцикліт при саркоїдозі (D86.8[†])                                                                            |
| (H22.8) | [☆] Інші ураження райдужної оболонки та циліарного тіла при хворобах, класифікованих в інших рубриках            |

### (H25—H28) Хвороби кришталика
| (H25)   | Стареча катаракта |
|         | Виключаючи: капсулярну глаукому при помилковому відшаруванні кришталика (H40.1)                                                                        |
| (H25.0) | Початкова стареча катаракта |
|         | Коронарна стареча катаракта |
|         | Поверхнева стареча катаракта |
|         | Точкова стареча катаракта |
|         | Субкапсулярна полярна стареча катаракта (передня)(задня)                                                                                               |
|         | Водні щілини |
| (H25.1) | Стареча ядерна катаракта |
|         | Бура катаракта |
|         | Ядерна склеротична катаракта |
| (H25.2) | Стареча морганієва катаракта |
|         | Стареча перезріла катаракта |
| (H25.8) | Інші старечі катаракти |
|         | Комбіновані форми старечої катаракти |
| (H25.9) | Стареча катаракта, неуточнена |
| (H26)   | Інші катаракти |
|         | Виключаючи: вроджену катаракту (Q12.0) |
| (H26.0) | Дитяча, юнацька та пресенільна [передує старості] катаракта                                                                                            |
| (H26.1) | Травматична катаракта |
| (H26.2) | Катаракта з ускладненням |
|         | Катаракта при хронічному іридоцикліті |
|         | Вторинна катаракта при очних хворобах |
|         | Glaukomflecken (субкапсулярна) |
| (H26.3) | Катаракта, спричинена лікарськими засобами |
| (H26.4) | Вторинна катаракта |
|         | Секундарна катаракта |
|         | Кільце Земмерінга |
| (H26.8) | Інша уточнена катаракта |
| (H26.9) | Катаракта, неуточнена |
| (H27)   | Інші хвороби кришталика |
|         | Виключаючи: вроджені вади кришталика (Q12.-), ускладнення механічного походження, пов'язані з імплантованим кришталиком (T85.2) та псевдофакію (Z96.1) |
| (H27.0) | Афакія |
| (H27.1) | Вивих кришталика |
| (H27.8) | Інші уточнені хвороби кришталика |
| (H27.9) | Хвороби кришталика, неуточнені |
| (H28)   | [☆] Катаракта та інші ураження кришталика при хворобах, класифікованих в інших рубриках                                                                |
| (H28.0) | [☆] Діабетична катаракта (E10-E14 із загальним четвертим знаком .3[†])                                                                                 |
| (H28.1) | [☆] Катаракта при інших хворобах ендокринної системи, розладах харчування та порушеннях обміну речовин, класифікованих в інших рубриках                |
|         | Катаракта при гіпопаратиреоїдизмі (E20.-[†]) |
|         | Катаракта при недостатньому харчуванні та зневодненні (E40-E46[†])                                                                                     |
| (H28.2) | [☆] Катаракта при інших захворюваннях, класифікованих в інших рубриках                                                                                 |
|         | Міотонічна катаракта (G71.1[†]) |
| (H28.8) | [☆] Інші хвороби кришталика при захворюваннях, класифікованих в інших рубриках                                                                         |

### (H30—H36) Хвороби судинної оболонки та сітківки
| (H30)   | Хоріоретинальне запалення |
| (H30.0) | Вогнищеве хоріоретинальне запалення |
|         | Вогнищевий хоріоретиніт |
|         | Вогнищевий хоріоїдит |
|         | Вогнищевий ретиніт |
|         | Вогнищевий ретінохоріоідіт |
| (H30.1) | Дисеміноване хоріоретинальне запалення |
|         | Дисемінований хоріоретиніт |
|         | Дисемінований хоріоїдит |
|         | Дисемінований ретиніт |
|         | Дисемінований ретінохоріоідіт |
|         | Виключаючи: ексудативну ретинопатію (H35.0) |
| (H30.2) | Задній цикліт |
|         | Pars planitis |
| (H30.8) | Інші хоріоретинальні запалення |
|         | Хвороба Харада |
| (H30.9) | Хоріоретинальні запалення, неуточнені |
|         | Хоріоретиніт БДВ |
|         | Хоріоїдит БДВ |
|         | Ретиніт БДВ |
|         | Ретінохоріоідіт БДВ |
| (H31)   | Інші хвороби судинної оболонки ока |
| (H31.0) | Хоріоретинальні рубці |
|         | Макулярні рубці заднього полюсу (постзапальні)(посттравматичні)                                                                                    |
|         | Сонячна ретинопатія |
| (H31.1) | Дегенерація судинної оболонки ока |
|         | Атрофія судинної оболонки ока |
|         | Склероз судинної оболонки ока |
|         | Виключаючи: ангіоїдні смужки (H35.3) |
| (H31.2) | Спадкова дистрофія судинної оболонки ока |
|         | Хоріодермія |
|         | Дистрофія хоріоїдальна (центрально-ареолярна)(генералізована)(періпапіллярна)                                                                      |
|         | Кільцеподібна атрофія судинної оболонки ока |
|         | Виключаючи: орнітинемію (E72.4) |
| (H31.3) | Крововиливи та розриви судинної оболонки ока |
|         | Хоріоідальний крововилив БДВ |
|         | Хоріоідальний експульсивний крововилив |
| (H31.4) | Відшарування судинної оболонки ока |
| (H31.8) | Інші уточнені хвороби судинної оболонки ока |
| (H31.9) | Хвороби судинної оболонки, неуточнені |
| (H32)   | [☆] Хоріоретинальні ураження при хворобах, класифікованих в інших рубриках                                                                         |
| (H32.0) | [☆] Хоріоретинальне запалення при інфекційних та паразитарних хворобах, класифікованих в інших рубриках                                            |
|         | Пізній сифілітичний хоріоретиніт (A52.7[†]) |
|         | Токсоплазмозний хоріоретиніт (B58.0[†]) |
|         | Туберкульозний хоріоретиніт (A18.5[†]) |
| (H32.8) | [☆] Інші хоріоретинальні хвороби при захворюваннях, класифікованих в інших рубриках                                                                |
|         | Альбумінурія ретиніт (N18.5[†]) |
|         | Нирковий ретиніт (N18.5[†]) |
| (H33)   | Відшарування та розриви сітківки |
|         | Виключаючи: відшарування ретинального пігментного епітелію сітківки (H35.7)                                                                        |
| (H33.0) | Відшарування сітківки з розривом сітківки |
|         | Відшарування сітківки внаслідок розриву |
| (H33.1) | Ретиношизис та ретинальна кіста |
|         | Кіста зубчастого краю |
|         | Паразитарна кіста сітківки БДВ |
|         | Псевдокіста сітківки |
|         | Виключаючи: вроджений ретиношизис (Q14.1), мікрокістозна дегенерація сітківки (H35.4)                                                              |
| (H33.2) | Серозне відшарування сітківки |
|         | Відшарування сітківки БДВ |
|         | Відшарування сітківки без розриву сітківки |
|         | Виключаючи: центральну серозну хоріоретинопатію (H35.7)                                                                                            |
| (H33.3) | Ретинальні розриви сітківки без відшарування |
|         | Підковоподібний розрив сітківки, без відшарування                                                                                                  |
|         | Круглий отвір сітківки, без відшарування |
|         | Оперкулум |
|         | Ретинальний розрив БДВ |
|         | Виключаючи: хоріоретинальний рубець після операції з приводу відшарування сітківки (H59.8) та периферичну дегенерацію сітківки без розриву (H35.4) |
| (H33.4) | Тракційне відшарування сітківки |
|         | Проліферативна вітреоретинопатія з відшаруванням сітківки                                                                                          |
| (H33.5) | Інші форми відшарування сітківки |
| (H34)   | Оклюзії судин сітківки |
|         | Виключаючи: транзиторну (скороминущу) сліпоту (G45.3)                                                                                              |
| (H34.0) | Транзиторна ретинальна артеріальна оклюзія |
| (H34.1) | Оклюзія центральної артерії сітківки |
| (H34.2) | Інші ретинальні артеріальні оклюзії |
|         | Пляма холленхорста [бляшка холленхорста] |
|         | Ретинальна артеріальна оклюзія гілки |
|         | Ретинальна артеріальна часткова оклюзія |
|         | Ретинальна мікроемболія |
| (H34.8) | Інші ретинальні судинні [васкулярні] оклюзії |
|         | Тромбоз центральної вени сітківки |
|         | Ретинальна венозна початкова оклюзія |
|         | Ретинальна венозна часткова оклюзія |
|         | Ретинальна венозна оклюзія венозної гілки |
| (H34.9) | Ретинальна судинна оклюзія, неуточнена |
| (H35)   | Інші хвороби сітківки |
| (H35.0) | Фонова ретинопатія та ретинальні судинні зміни |
|         | Зміни в регіональному судинному малюнку |
|         | Ретинальний мікроаневрізм |
|         | Ретинальна неоваскуляризація |
|         | Ретинальний периваскуліт |
|         | Ретинальний варикоз |
|         | Ретинальний судинний футляр |
|         | Ретинальний васкуліт |
|         | Ретинопатія БДВ |
|         | Ретинопатія фонова БДВ |
|         | Ретинопатія Коутса |
|         | Ексудативна ретинопатія |
|         | Гіпертензивна ретинопатія |
| (H35.1) | Ретинопатія недоношених |
|         | Ретролетальна фіброплазія |
| (H35.2) | Інша проліферативна ретинопатія |
|         | Проліферативна вітреоретинопатія |
|         | Виключаючи: проліферативну вітреоретинопатію з відшаруванням сітківки (H33.4)                                                                      |
| (H35.3) | Дегенерація макули та заднього полюсу |
|         | Ангіоїдні смуги макули |
|         | Кіста макули |
|         | Друзи (дегенеративні) макули |
|         | Отвір макули |
|         | Зморщування макули |
|         | Дегенерація Кунта — Юніуса |
|         | Стареча дегенерація макули (атрофічна)(ексудативна)                                                                                                |
|         | Токсична макулопатія |
| (H35.4) | Периферична ретинальна дегенерація [сітківки] |
|         | Дегенерація сітківки БДВ |
|         | Сітчаста дегенерація сітківки |
|         | Мікрокістозна дегенерація сітківки |
|         | Палісадна дегенерація сітківки |
|         | Дегенерація сітківки, яка нагадує за зовнішнім виглядом бруківку                                                                                   |
|         | Ретикулярна дегенерація сітківки |
|         | Виключаючи: з розривом сітківки (H33.3) |
| (H35.5) | Спадкова ретинальна дистрофія |
|         | Ретинальна дистрофія (альбіпунктатна)(пігментна)(жовточноподібна)                                                                                  |
|         | Тапеторетинальна дистрофія |
|         | Вітреоретинальна дистрофія |
|         | Пігментний ретиніт |
|         | Хвороба Штаргардта |
| (H35.6) | Ретинальний крововилив |
| (H35.7) | Розщеплення шарів сітківки |
|         | Центральна серозна хоріоретинопатія |
|         | Відшарування ретинального пігментного епітелію сітківки                                                                                            |
| (H35.8) | Інші уточнені ураження сітківки |
| (H35.9) | Хвороба сітківки, неуточнена |
| (H36)   | [☆] Ураження сітківки при хворобах, класифікованих в інших рубриках                                                                                |
| (H36.0) | [☆] Діабетична ретинопатія (E10-E14 із загальним четвертим знаком .3[†])                                                                           |
| (H36.8) | [☆] Інші ретинальні ураження сітківки при хворобах, класифікованих в інших рубриках                                                                |
|         | Атеросклеротична ретинопатія (I70.8[†]) |
|         | Проліферативна серпоподібнклітинна ретинопатія (D57.-[†])                                                                                          |
|         | Ретинальна дистрофія при хворобах накопичення ліпідів (E75.-[†])                                                                                   |

### (H40—H42) Глаукома
| (H40)   | Глаукома |
|         | Виключаючи: абсолютну глаукому (H44.5), вроджену глаукому (Q15.0), глаукома внаслідок пологової травми (P15.3) |
| (H40.0) | Підозра на глаукому                                                                                            |
|         | Очна гіпертензія                                                                                               |
| (H40.1) | Первинна відкритокутова глаукома                                                                               |
|         | Капсулярна глаукома з помилковим відшаруванням [псевдовідторгненням] кришталика (первинна)(залишкова стадія)   |
|         | Хронічна проста глаукома (первинна)(залишкова стадія)                                                          |
|         | Глаукома з низьким тиском (первинна)(залишкова стадія)                                                         |
|         | Пігментна глаукома (первинна)(залишкова стадія)                                                                |
| (H40.2) | Первинна закритокутова глаукома                                                                                |
|         | Гостра закритокутова глаукома (первинна)(залишкова стадія)                                                     |
|         | Хронічна закритокутова глаукома (первинна)(залишкова стадія)                                                   |
|         | Переміжна закритокутова глаукома (первинна)(залишкова стадія)                                                  |
| (H40.3) | Глаукома вторинна внаслідок травми ока                                                                         |
| (H40.4) | Глаукома вторинна внаслідок запального захворювання ока                                                        |
| (H40.5) | Глаукома вторинна внаслідок інших хвороб ока                                                                   |
| (H40.6) | Глаукома вторинна медикаментозна                                                                               |
| (H40.8) | Інша глаукома                                                                                                  |
| (H40.9) | Глаукома, неуточнена                                                                                           |
| (H42)   | [☆] Глаукома при хворобах, класифікованих в інших рубриках                                                     |
| (H42.0) | [☆] Глаукома при ендокринних хворобах, розладах харчування та порушеннях обміну речовин                        |
|         | Глаукома при амілоїдозі (E85.-[†])                                                                             |
|         | Глаукома при синдромі Лоу (E72.0[†])                                                                           |
| (H42.8) | [☆] Глаукома при інших хворобах, класифікованих в інших рубриках                                               |
|         | Глаукома при онхоцеркозі (B73[†])                                                                              |

### (H43—H45) Хвороби склоподібного тіла та очного яблука
| (H43)   | Хвороби склоподібного тіла                                                                          |
| (H43.0) | Випадіння склоподібного тіла (пролапс)                                                              |
|         | Виключаючи: синдром склоподібного тіла внаслідок хірургічного лікування катаракти (H59.0)           |
| (H43.1) | Крововилив у склоподібне тіло                                                                       |
| (H43.2) | Кристалічні відкладення у склоподібному тілі                                                        |
| (H43.3) | Інші помутніння склоподібного тіла                                                                  |
|         | Гіалоїдна мембрана та нитка                                                                         |
| (H43.8) | Інші хвороби склоподібного тіла                                                                     |
|         | Дегенерація склоподібного тіла                                                                      |
|         | Відшарування склоподібного тіла                                                                     |
|         | Виключаючи: проліферативну вітреоретинопатію з відшаруванням сітківки (H33.4)                       |
| (H43.9) | Хвороба склоподібного тіла, неуточнена (деструкція склоподібного тіла)                              |
| (H44)   | Хвороби очного яблука                                                                               |
|         | Включаючи: порушення, які стосуються множинних структур ока                                         |
| (H44.0) | Гнійний ендофтальміт                                                                                |
|         | Панофтальміт                                                                                        |
|         | Абсцес склоподібного тіла                                                                           |
| (H44.1) | Інші ендофтальміти                                                                                  |
|         | Паразитарний ендофтальміт                                                                           |
|         | Симпатичний увеїт БДВ                                                                               |
| (H44.2) | Дегенеративна міопія                                                                                |
| (H44.3) | Інші дегенеративні хвороби очного яблука                                                            |
|         | Халькоз                                                                                             |
|         | Сидероз ока                                                                                         |
| (H44.4) | Гіпотонія ока                                                                                       |
| (H44.5) | Дегенеративні стани очного яблука                                                                   |
|         | Абсолютна глаукома                                                                                  |
|         | Атрофія очного яблука                                                                               |
|         | Зморщування очного яблука                                                                           |
| (H44.6) | Невидалене (старе) магнітне стороннє тіло, яке давно потрапило в око                                |
|         | Збережене (старе) магнітне чужорідне тіло в передній камері                                         |
|         | Збережене (старе) магнітне чужорідне тіло у циліарному тілі                                         |
|         | Збережене (старе) магнітне чужорідне тіло в райдужній оболонці                                      |
|         | Збережене (старе) магнітне чужорідне тіло в кришталику                                              |
|         | Збережене (старе) магнітне чужорідне тіло на задній стінці очного яблука                            |
|         | Збережене (старе) магнітне чужорідне тіло в склоподібному тілі                                      |
| (H44.7) | Невидалене (старе) немагнітне стороннє тіло, яке давно потрапило в людське око                      |
|         | Невидалене (немагнітне)(старе) чужорідне тіло в передній камері                                     |
|         | Невидалене (немагнітне)(старе) чужорідне тіло у циліарному тілі                                     |
|         | Невидалене (немагнітне)(старе) чужорідне тіло в райдужній оболонці                                  |
|         | Невидалене (немагнітне)(старе) чужорідне тіло в кришталику                                          |
|         | Невидалене (немагнітне)(старе) чужорідне тіло на задній стінці очного яблука                        |
|         | Невидалене (немагнітне)(старе) чужорідне тіло в склоподібному тілі                                  |
| (H44.8) | Інші хвороби очного яблука                                                                          |
|         | Гемофтальм                                                                                          |
|         | Вивих очного яблука                                                                                 |
| (H44.9) | Хвороба очного яблука, неуточнена                                                                   |
| (H45)   | [☆] Ураження склоподібного тіла та очного яблука при хворобах, класифікованих в інших рубриках      |
| (H45.0) | [☆] Крововилив у склоподібне тіло при хворобах, класифікованих в інших рубриках                     |
| (H45.1) | [☆] Ендофтальміт при хворобах, класифікованих в інших рубриках                                      |
|         | Ендофтальміт при цистицеркозі (B69.1[†])                                                            |
|         | Ендофтальміт при онхоцеркозі (B73[†])                                                               |
|         | Ендофтальміт при токсокарозі (B83.0[†])                                                             |
| (H45.8) | [☆] Інші ураження склоподібного тіла та очного яблука при хворобах, класифікованих в інших рубриках |

### (H46—H48) Хвороби зорового нерва та зорових шляхів
| (H46)   | Неврит зорового нерва                                                                                 |
|         | Включаючи: оптичну невропатію, окрім ішемічної; оптичний папіліт та ретробульбарний неврит БДВ        |
|         | Виключаючи: ішемічну невропатію зорового нерва (H47.0) та невромієліт зорового нерва [девіка] (G36.0) |
| (H47)   | Інші хвороби зорового нерва [2-го] та зорових шляхів                                                  |
| (H47.0) | Хвороби зорового нерва, не класифіковані в інших рубриках                                             |
|         | Здавлення зорового нерва                                                                              |
|         | Крововилив в оболонку зорового нерва                                                                  |
|         | Ішемічна нейропатія зорового нерва                                                                    |
| (H47.1) | Набряк диску зорового нерва, неуточнений                                                              |
| (H47.2) | Атрофія зорового нерва                                                                                |
|         | Збліднення скроневої половини диску зорового нерва                                                    |
| (H47.3) | Інші хвороби диску зорового нерва                                                                     |
|         | Розростання на диску зорового нерва                                                                   |
|         | Помилковий набряк диску зорового нерва                                                                |
| (H47.4) | Ураження перехрестя зорових нервів                                                                    |
| (H47.5) | Ураження інших відділів зорових шляхів                                                                |
|         | Хвороби зорових трактів, колінчастого ядра та області зорової променистості                           |
| (H47.6) | Ураження зорової кіркової ділянки                                                                     |
| (H47.7) | Хвороби зорових провідних шляхів, неуточнені                                                          |
| (H48)   | [☆] Ураження зорового [2-го] нерва та зорових шляхів при хворобах, класифікованих в інших рубриках    |
| (H48.0) | [☆] Атрофія зорового нерва при хворобах, класифікованих в інших рубриках                              |
|         | Атрофія зорового нерва при пізньому сифілісі (A52.1[†])                                               |
| (H48.1) | [☆] Ретробульбарний неврит при хворобах, класифікованих в інших рубриках                              |
|         | Пізній сифілітичний ретробульбарний неврит (A52.1[†])                                                 |
|         | Менінгококовий ретробульбарний неврит (A39.8[†])                                                      |
|         | Ретробульбарний неврит при множинному склерозі (G35[†])                                               |
| (H48.8) | [☆] Інші ураження зорового нерва та зорових шляхів при хворобах, класифікованих в інших рубриках      |

### (H49—H52) Хвороби м'язів ока, порушення співдружнього руху очей, акомодації та рефракції
|         | Виключаючи: ністагм та інші мимовільні рухи очей (H55)                                                                                 |
| (H49)   | Паралітична косоокість |
|         | Виключаючи: внутрішню офтальмоплегію (H52.5), внутрішньоядерну офтальмоплегію (H51.2) та прогресуючу над’ядерну офтальмоплегію (G23.1) |
| (H49.0) | Параліч третього нерва [окуломоторного]                                                                                                |
| (H49.1) | Параліч четвертого нерва [блокового]                                                                                                   |
| (H49.2) | Параліч шостого нерва [відвідного] |
| (H49.3) | Повна [зовнішня] офтальмоплегія |
| (H49.4) | Прогресуюча зовнішня офтальмоплегія |
| (H49.8) | Інші паралітичні косоокості |
|         | Зовнішня офтальмоплегія БДВ |
|         | Синдром Кернс — Сейра |
| (H49.9) | Паралітична косоокість, неуточнена |
| (H50)   | Інші форми косоокості |
| (H50.0) | Збіжна співдружна косоокість |
|         | Езотропія (альтернируюча)(монокулярная), окрім переміжної                                                                              |
| (H50.1) | Розбіжна співдружна косоокість |
|         | Екзотропія (альтернируюча)(монокулярная), окрім переміжної                                                                             |
| (H50.2) | Вертикальна косоокість |
|         | Гіпертропія |
|         | Гіпотропія |
| (H50.3) | Переміжна гетеротропія |
|         | Переміжна езотропія (альтернируюча)(монокулярная)                                                                                      |
|         | Переміжна екзотропія (альтернируюча)(монокулярная)                                                                                     |
| (H50.4) | Інші та неуточнені гетеротропії |
|         | Співдружна косоокість БДВ |
|         | Циклотропія |
|         | Мікротропія |
|         | Синдром монафіксації |
| (H50.5) | Гетерофорія |
|         | Альтернуюча гетерофорія |
|         | Езофорія |
|         | Екзофорія |
| (H50.6) | Механічна косоокість |
|         | Синдром капсули Брауна |
|         | Косоокість внаслідок зрощення |
|         | Травматичне обмеження еластичності м’язів ока                                                                                          |
| (H50.8) | Інші уточнені види косоокості |
|         | Синдром Дуейна |
| (H50.9) | Косоокість, неуточнена |
| (H51)   | Інші порушення співдружнього [бінокулярного] руху очей                                                                                 |
| (H51.0) | Параліч погляду |
| (H51.1) | Надмірність недостатність конвергенції                                                                                                 |
| (H51.2) | Внутрішньоядерна офтальмоплегія |
| (H51.8) | Інші уточнені порушення бінокулярного руху очей                                                                                        |
| (H51.9) | Порушення бінокулярного руху очей, неуточнене                                                                                          |
| (H52)   | Порушення рефракції [ заломлення ] та акомодації                                                                                       |
| (H52.0) | Гіперметропія |
| (H52.1) | Міопія |
|         | Виключаючи: дегенеративна міопія (H44.2)                                                                                               |
| (H52.2) | Астигматизм |
| (H52.3) | Анізометропія та анізейконія |
| (H52.4) | Пресбіопія |
| (H52.5) | Порушення акомодації |
|         | Внутрішня офтальмоплегія (повна)(тотальна)                                                                                             |
|         | Парез акомодації |
|         | Спазм акомодації |
| (H52.6) | Інші порушення рефракції |
| (H52.7) | Порушення рефракції, неуточнене |

### (H53—H54) Розлади зору та сліпота
| (H53)   | Розлади зору                                                                       |
| (H53.0) | Амбліопія внаслідок анопсії                                                        |
|         | Амбліопія, зумовлена анізометропією                                                |
|         | Амбліопія, зумовлена зоровою депривацією                                           |
|         | Амбліопія, зумовлена косоокістю                                                    |
| (H53.1) | Суб'єктивні розлади зору                                                           |
|         | Астенопія                                                                          |
|         | Денна сліпота                                                                      |
|         | Гемералопія                                                                        |
|         | Метаморфопсія                                                                      |
|         | Фотофобія                                                                          |
|         | Миготлива скотома                                                                  |
|         | Раптова втрата зору                                                                |
|         | Зорові райдужні кільця                                                             |
|         | Виключаючи: зорові галюцинації (R44.1)                                             |
| (H53.2) | Диплопія                                                                           |
|         | Подвоєння зображення                                                               |
| (H53.3) | Інші порушення бінокулярного зору                                                  |
|         | Невідповідність зображення на сітківці                                             |
|         | Злиття зображень при стереоскопічному дефекті                                      |
|         | Одночасне зорове сприйняття без злиття зображень                                   |
|         | Пригнічення бінокулярного зору                                                     |
| (H53.4) | Дефекти поля зору                                                                  |
|         | Розширена сліпа пляма                                                              |
|         | Генералізоване звуження поля зору                                                  |
|         | Геміанопсія (різнойменна)(однойменна)                                              |
|         | Квадрантна анопсія                                                                 |
|         | Дугоподібна скотома                                                                |
|         | Скотома Б’єрума                                                                    |
|         | Центральна скотома                                                                 |
|         | Кільцеподібна скотома                                                              |
| (H53.5) | Аномалії колірного зору                                                            |
|         | Ахроматопсія                                                                       |
|         | Придбана недостатність колірного зору                                              |
|         | Колірна сліпота                                                                    |
|         | Дейтераномалія                                                                     |
|         | Дейтеранопія                                                                       |
|         | Протаномалія                                                                       |
|         | Протанопія                                                                         |
|         | Трітаномалія                                                                       |
|         | Трітанопія                                                                         |
|         | Виключаючи: денну сліпоту (H53.1)                                                  |
| (H53.6) | Нічна сліпота                                                                      |
|         | Виключаючи: внаслідок дефіциту вітаміну А (E50.5)                                  |
| (H53.8) | Інші розлади зору                                                                  |
| (H53.9) | Розлад зору, неуточнений                                                           |
| (H54)   | Порушення зору, включаючи сліпоту (бінокулярне або монокулярне)[а]                 |
|         | Виключаючи: транзиторну сліпоту (G45.3)                                            |
| (H54.0) | Сліпота обох очей [бінокулярна]                                                    |
|         | Порушення зору категорії 5.                                                        |
| (H54.1) | Тяжке порушення зору обох очей                                                     |
|         | Порушення зору категорії 2.                                                        |
| (H54.2) | Помірне зниження зору обох очей                                                    |
|         | Порушення зору категорії 1.                                                        |
| (H54.3) | Легке чи відсутнє порушення зору                                                   |
|         | Порушення зору категорії 0.                                                        |
| (H54.4) | Сліпота одного ока [ монокулярна ]                                                 |
|         | Порушення зору категорій 3, 4, 5 одного ока та категорій 0, 1, 2 або 9 іншого ока. |
| (H54.5) | Тяжке порушення зору одного ока                                                    |
|         | Порушення зору категорії 2 одного ока та категорій 0, 1 або 9 іншого ока.          |
| (H54.6) | Помірне зниження зору одного ока                                                   |
|         | Порушення зору категорії 1 одного ока та категорій 0 або 9 іншого ока.             |
| (H54.7) | Неуточнена втрата зору (обох очей)                                                 |
|         | Порушення зору категорії 9.                                                        |

### (H55—H59) Інші хвороби ока та його придаткового апарату
| (H55)   | Ністагм та інші мимовільні рухи очей |
|         | Включаючи: ністагм БДВ, вроджений ністагм, ністагм в результаті зорової депривації, дисоційований ністагм та латентний ністагм                                                                                     |
| (H57)   | Інші хвороби ока та його придаткового апарату |
| (H57.0) | Аномалія функції зіниці (анізокорія) |
| (H57.1) | Очний біль |
| (H57.8) | Інші неуточнені хвороби ока та його придаткового апарату |
| (H57.9) | Ураження ока та його придаткового апарату, неуточнене |
| (H58)   | Інші ураження ока та його придаткового апарату при хворобах, класифікованих в інших рубриках |
| (H58.0) | Аномалії функції зіниці при хворобах, класифікованих в інших рубриках |
|         | Феномен або зіниці Аргайлла Робертсона сифілітичний (A52.1[†]) |
| (H58.1) | Порушення зору при хворобах, класифікованих в інших рубриках |
| (H58.8) | Інші ураження ока та його придаткового апарату при хворобах, класифікованих в інших рубриках |
|         | Рання вроджена сифілітична окулопатія [офтальмопатія] НКІР (A50.0[†]) |
|         | Пізня вроджена сифілітична окулопатія НКІР (A50.3[†]) |
|         | Вторинна сифілітична окулопатія НКІР (A51.4[†]) |
|         | Пізня сифілітична окулопатія НКІР (A52.7[†]) |
| (H59)   | Ураження ока та його придаткового апарату після медичних процедур |
|         | Виключаючи: механічні ускладнення від інтраокулярних лінз (T85.2); механічні ускладнення від інших очних протезних засобів, імплантатів і трансплантатів (T85.3); та механічні ускладнення від псевдофакія (Z96.1) |
| (H59.0) | Бульозна кератопатія [синдром склоподібного тіла] після операції з приводу катаракти |
|         | Сенсорний синдром склоподібного тіла |
|         | Синдром вітреальної рогівки |
| (H59.8) | Інші ураження ока та його придаткового апарату після медичних процедур |
|         | Міхурець пов'язаний з ендофтальмітом |
|         | Хоріоретинальні рубці після операції з приводу відшарування сітківки |
|         | Запалення (інфекція) після медичних процедур на міхурцю |
|         | blebitis після медичних процедур |
| (H59.9) | Ураження ока та його придаткового апарату після медичних процедур, неуточнене |

## Виноски
1. ↑  International Statistical Classification of Diseases and Related Health Problems 10th Revision. Version:2015 (англ.). World Health Organization. Процитовано 15 листопада 2015. (англ.)
2. ↑  Клініко-статистична класифікація хвороб, розроблена на базі МКХ-10 (проект) (укр.). Міністерство охорони здоров'я України. Процитовано 15 листопада 2015. (укр.)